# Dartmoor (Australia)
Dartmoor – miejscowość w Australii, w stanie Wiktoria.